# سمیح یاغجی
سمیح یاغجی (انگلیسی: Semih Yağcı؛ زادهٔ ۱۱ نوامبر ۱۹۸۸) ورزشکار وزنه‌برداری اهل ترکیه است.
وی در مسابقات کشوری و بین‌المللی در مجموع برندهٔ ۱ مدال طلا، ۱ مدال نقره، ۲ مدال برنز شده‌است.

## مدال‌ها
قهرمانی اروپا
| رتبه | رشته       | یک‌ضرب | دوضرب | مجموع | مکان         | تاریخ                |
| برنز | ۷۷ کیلوگرم | ۱۵۵٫۰ |       |       | کازان، روسیه | ۱۱ تا ۱۷ آوریل، ۲۰۱۱ |
| طلا  | ۷۷ کیلوگرم |       | ۱۹۲٫۰ |       | کازان، روسیه | ۱۱ تا ۱۷ آوریل، ۲۰۱۱ |
| طلا  | ۷۷ کیلوگرم |       |       | ۳۴۷٫۰ | کازان، روسیه | ۱۱ تا ۱۷ آوریل، ۲۰۱۱ |

بازی‌های مدیترانه
| رتبه | رشته       | یک‌ضرب | دوضرب | مکان            | تاریخ                 |
| برنز | ۷۷ کیلوگرم | ۱۵۴٫۰ |       | پسکارا، ایتالیا | ۲۵ ژوئن-۵ ژوئیه، ۲۰۰۹ |
| نقره | ۷۷ کیلوگرم | ۱۵۱٫۰ |       | مرسین، ترکیه    | ژوئن ۲۰۱۳             |

قهرمانی زیر ۲۳ سال اروپا
| رتبه | رشته       | یک‌ضرب | دوضرب | مجموع | مکان                 | تاریخ                 |
| برنز | ۷۷ کیلوگرم | ۱۴۴٫۰ |       |       | لیماسول، قبرس        | ۲۲ تا ۲۸ نوامبر، ۲۰۱۰ |
| برنز | ۷۷ کیلوگرم |       |       | ۳۲۵٫۰ | لیماسول، قبرس        | ۲۲ تا ۲۸ نوامبر، ۲۰۱۰ |
| طلا  | ۷۷ کیلوگرم | ۱۵۴٫۰ |       |       | ووادیسواوووو، لهستان | ۱۱ تا ۱۸ اکتبر، ۲۰۰۹  |